# Lista okrętów Royal Navy, A
Ta sekcja listy okrętów Royal Navy zawiera wszystkie okręty Royal Navy których nazwa zaczyna się od A.
Aby zobaczyć wyłącznie listę okrętów obecnie pozostających w służbie, zobacz Lista obecnie służących okrętów Royal Navy
W wielu przypadkach nazwa była używana wielokrotnie dla wielu jednostek na przestrzeni wieków. Jeżeli tak było, to po kliknięciu na nazwę powinno się wyświetlić hasło zawierające spis wszystkich jednostek noszących taką nazwę.
- „A1”
- „A2”
- „A3”
- „A4”
- „A5”
- „A6”
- „A7"
- „A8”
- „A9”
- „A10”
- „A11”
- „A12”
- „A13”
- „A14”
- „Abbotsham”
- „Abdiel”
- „Abeille”
- „Abelard”
- „Abelia”
- „Abercrombie”
- „Aberdare”
- „Aberdeen”
- „Aberford”
- „Aberfoyle”
- „Abergavenny”
- „Abigail”
- „Abingdon”
- „Aboukir”
- „Abraham”
- „Abrams Offering”
- „Abundance”
- „Abyssinia”
- „Acacia”
- „Acanthus”
- „Acasta”
- „Ace”
- „Acertif”
- „Achates”
- „Acheron”
- „Achille”
- „Achilles”
- „Aconite”
- „Acorn”
- „Actaeon”
- „Acteon”
- „Actif”
- „Active”
- „Activity”
- „Acute”
- „Adam & Eve”
- „Adamant”
- „Adamant II”
- „Adda”
- „Adder”
- „Adelaide”
- „Adept”
- „Admirable”
- „Admiral Devries”
- „Admiral Farragut”
- „Admiralty”
- „Adonis”
- „Adroit”
- „Adur”
- „Advance”
- „Advantage”
- „Advantagia”
- „Adventure”
- „Adventure Galley”
- „Adventure Prize”
- „Adversary”
- „Advice”
- „Advice Prize”
- „Adviser”
- „Aeneas”
- „Aeolus”
- „Aetna”
- „Affleck”
- „Affray”
- „Africa”
- „Africaine”
- „Afridi”
- „Afrikander”
- „Agamemnon”
- „Agasiz”
- „Agate”
- „Aggressor”
- „Agile”
- „Agincourt”
- „Aid”
- „Aigle”
- „Aimable”
- „Aimwell”
- „Ainthorpe”
- „Airedale”
- „Aire”
- „Aisne”
- „Aitape”
- „Ajax”
- „Ajdaha”
- „Akbar”
- „Akers”
- „Alaart”
- „Alacrity”
- „Aladdin”
- „Alamein”
- „Alaric”
- „Alarm”
- „Alaunia II”
- „Albacore”
- „Alban”
- „Albanaise”
- „Albany”
- „Albatross”
- „Albemarle”
- „Alberni”
- „Albert”
- „Alberta”
- „Albion”
- „Albrighton”
- „Albuera”
- „Albury”
- „Alcantara”
- „Alcaston”
- „Alice & Francis”
- „Alceste”
- „Alcestis”
- „Alcide”
- „Alcmene”
- „Aldborough”
- „Aldenham”
- „Alderney”
- „Aldington”
- „Alecto”
- „Alert”
- „Alerte”
- „Alexander”
- „Alexandra”
- „Alexandre”
- „Alexandria”
- „Alfred”
- „Alfreda”
- „Alfriston”
- „Algerine”
- „Algiers”
- „Algoma”
- „Algonquin”
- „Alice”
- „Alisma”
- „Alkmaar”
- „Allegiance”
- „Allepin”
- „Alliance”
- „Alligator”
- „Allington Castle”
- „Alnwick Castle”
- „Alonzo”
- „Alphea”
- „Alpheus”
- „Alresford”
- „Altham”
- „Alton”
- „Alton Castle”
- „Alverton”
- „Alvington”
- „Alynbank”
- „Alyssum”
- „Amaranthe”
- „Amaranthus”
- „Amarylis”
- „Amazon”
- „Amberley Castle”
- „Amberwitch”
- „Ambleside”
- „Amboyna”
- „Ambrose”
- „Ambuscade”
- „Ambush”
- „Ameer”
- „Amelia”
- „America”
- „Amersham”
- „Amerton”
- „Amethyst”
- „Amfitrite”
- „Amitie”
- „Amity”
- „Amokura”
- „Amphion”
- „Amphitrite”
- „Amsterdam”
- „Anacreon”
- „Anaconda”
- „Anchorite”
- „Anchusa”
- „Andania”
- „Andrew”
- „Andromache”
- „Andromeda”
- „Anemone”
- „Angelica”
- „Angel”
- „Angler”
- „Anglesea”
- „Anglesey”
- „Anguilla”
- „Ann & Christopher”
- „Ann & Judith”
- „Anna Teresa”
- „Anna”
- „Annan”
- „Annapolis”
- „Anne”
- „Anne Gallent”
- „Anne Galley”
- „Anne Royal”
- „Anson”
- „Answer”
- „Ant”
- „Antaeus”
- „Antagonist”
- „Antares”
- „Antelope”
- „Anthony”
- „Anthony Bonaventure”
- „Antogonish”
- „Antigua”
- „Antrim”
- „Antwerp”
- „Anzio”
- „Apelles”
- „Aphis”
- „Aphrodite”
- „Apollo”
- „Appleby Castle”
- „Appledore”
- „Appleton”
- „Approach”
- „Aquarius”
- „Aquilon”
- „Arab”
- „Arabis”
- „Arachne”
- „Ararat”
- „Arawa”
- „Araxes”
- „Arbella”
- „Arbiter”
- „Arbroath”
- „Arbutus”
- „Arc-en-Ciel”
- „Arcadian”
- „Archer”
- „Arcturus”
- „Ard Patrick”
- „Ardent”
- „Ardrossan”
- „Arethusa”
- „Arethuse”
- „Argo”
- „Argon”
- „Argonaut”
- „Argosy”
- „Argus”
- „Argyll”
- „Ariadne”
- „Ariel”
- „Aries”
- „Ariguani”
- „Ark Royal”
- „Arlingham”
- „Armada”
- „Armeria”
- „Armide”
- „Arms of Holland”
- „Arms of Horn”
- „Arms of Rotterdam”
- „Arms of Terver”
- „Arno”
- „Arnprior”
- „Aro”
- „Arras”
- „Arrernte”
- „Arrogant”
- „Arrogante”
- „Arromanches”
- „Arrow"
- „Arrowhead”
- „Artemis”
- „Artful”
- „Artifex”
- „Artigo”
- „Artois”
- „Arun”
- „Arundel”
- „Arunta”
- „Arve Princen”
- „Ascension”
- „Ascot”
- „Asgard”
- „Ashanti”
- „Ashburton”
- „Asheldham”
- „Ashton”
- „Asia”
- „Asp”
- „Asperity”
- „Asphodel”
- „Assail”
- „Assam”
- „Assault”
- „Assiduous”
- „Assiniboine”
- „Assistance”
- „Association”
- „Assurance”
- „Astarte”
- „Aster”
- „Astraea”
- „Asturias”
- „Astute”
- „Atalanta”
- „Atalante”
- „Atheling”
- „Atheleney”
- „Athene”
- „Athenienne”
- „Atherstone”
- „Atholl”
- „Atlantis”
- „Atlas”
- „Attack”
- „Attacker”
- „Attentive”
- „Attentive II”
- „Aubretia”
- „Aubrietia”
- „Auckland”
- „Audaciuex”
- „Audacious”
- „Audacity”
- „Augusta”
- „Augustine”
- „Augustus”
- „Auricula”
- „Auricula”
- „Auriga”
- „Aurochs”
- „Aurora”
- „Aurore”
- „Ausonia”
- „Austere”
- „Australia”
- „Autumn”
- „Aveley”
- „Avenger”
- „Avernus”
- „Avon”
- „Avon Vale”(inne języki)
- „Awake”
- „Awe”
- „Axford”
- „Aydon Castle”
- „Aylmer”
- „Ayrshire”
- „Azalea”
- „Azov”
- „Aztec”